# ChatGPT
ChatGPT («Чат-джи-пи-ти», от англ. Generative Pre-trained Transformer «генеративный предобученный трансформер») — чат-бот с генеративным искусственным интеллектом, разработанный компанией OpenAI и способный работать в диалоговом режиме, поддерживающий запросы на естественных языках. Система способна отвечать на вопросы, генерировать тексты на разных языках, включая русский, относящиеся к различным предметным областям. Важной особенностью является возможность генерации по запросу программ на различных языках программирования.
ChatGPT — большая языковая модель, для тренировки которой использовались методы обучения с учителем и обучения с подкреплением.
Данный чат-бот изначально основывался на другой языковой модели от OpenAI — GPT-3.5 — улучшенной версии модели GPT-3. 14 марта 2023 года была выпущена языковая модель GPT-4, доступная тестировщикам и платным подписчикам ChatGPT Plus. В новой версии у ИИ появилась возможность генерации не только текста, но и картинок (функционал реализован через взаимодействие с другой моделью OpenAI — DALL-E).
ChatGPT был запущен 30 ноября 2022 года и привлёк большое внимание пользователей своими широкими возможностями: написание кода, создание текстов, возможности перевода, получения точных ответов и использование контекста диалога для ответов, хотя его фактическая точность и подверглась критике.
В начале февраля 2023 года Reuters со ссылкой на швейцарский холдинг UBS сообщило, что за 2 месяца аудитория активных пользователей ChatGPT достигла 100 млн человек. Этим самым приложение установило исторический рекорд по росту посетителей.
Доступ к сервису ограничен в таких странах, как Китай, Россия, Беларусь, Афганистан, Венесуэла, Туркменистан, Иран.
19 мая 2023 года было выпущено официальное приложение ChatGPT для операционной системы iOS. 26 июля 2023 года вышло официальное приложение чат-бота для Android. В мае 2024 года было объявлено о сотрудничестве между Apple и OpenAI, в рамках которого ChatGPT был интегрирован в функцию Apple Intelligence операционных систем Apple. В октябре 2024 года выпущено приложение ChatGPT для операционной системы Windows.
Начиная с весны 2023 года, в связи с ростом беспокойства общественности по поводу быстрого развития технологий ИИ, обучение новой модели нейросети ChatGPT-5 поставлено на паузу. В ноябре 2024 года Сэм Альтман официально заявил, что выпуска пятой версии не будет и в 2024.
13 мая 2024 года технический директор Мира Мурати объявила о выходе GPT-4o («o» от «omni»). Модель обладает высокой скоростью ответа и способностью обрабатывать текст, аудио и изображения. GPT-4o поддерживает более 50 языков и более естественно взаимодействует с пользователем. Она может отвечать голосом, похожим на человеческий, и имитировать эмоции. По состоянию на июль 2024 года сайт ChatGPT входит в десятку самых посещаемых сайтов по всему миру.
В сентябре 2024 года выпущены модели OpenAI o1-preview и o1-mini с цепочкой рассуждений перед ответом, доступные для платных пользователей.
27 февраля 2025 года OpenAI представила GPT-4.5, который стал доступен для подписчиков ChatGPT Pro. 5 марта 2025 года GPT-4.5 стал доступен для подписчиков ChatGPT Plus.

## Особенности
ChatGPT был доработан поверх GPT-3.5 с использованием методов обучения как с учителем, так и с подкреплением. В обоих подходах использовались люди-тренеры для улучшения производительности модели. В случае обучения с учителем модель была снабжена беседами, в которых тренеры играли обе стороны: пользователя и помощника по искусственному интеллекту. На этапе подкрепления инструкторы-люди сначала оценивали ответы, которые модель создала в предыдущем разговоре. Эти оценки были использованы для создания моделей вознаграждения, на которых модель была дополнительно доработана с использованием нескольких итераций Proximal Policy Optimization. Алгоритмы Proximal Policy Optimization имеют преимущество по затратам по сравнению с алгоритмами Region Policy Optimization; они сводят на нет многие дорогостоящие в вычислительном отношении операции с более высокой производительностью. Модели были обучены в сотрудничестве с Microsoft на их суперкомпьютерной инфраструктуре Azure.
По сравнению со своим предшественником InstructGPT, ChatGPT пытается уменьшить количество вредных и вводящих в заблуждение ответов. Например, в то время как InstructGPT воспринимает сообщение о том, что Христофор Колумб прибыл в США в 2015 году как правдивое, ChatGPT использует информацию о путешествиях Колумба и информацию о современном мире, включая восприятие личности Колумба, чтобы построить ответ, предполагающий, что произошло бы, если бы Колумб приплыл в США в 2015 году. Данные в распоряжении у ChatGPT включают в себя справочные страницы, информацию об интернет-феноменах и информацию о языках программирования.
В отличие от большинства чат-ботов, ChatGPT отслеживает состояние пользователя, запоминая предыдущие вопросы и ответы, данные ему в том же разговоре, что, по мнению некоторых журналистов, позволит использовать ChatGPT в качестве персонализированного терапевта. В попытке предотвратить выдачу оскорбительных результатов от запросов пользователей и получение оскорбительных ответов в ChatGPT запросы фильтруются через API модерации, а потенциально расистские или сексистские подсказки отклоняются.
ChatGPT имеет множество ограничений. Модель вознаграждения ChatGPT, разработанная с учётом человеческого надзора, может быть чрезмерно оптимизирована и, таким образом, снижать производительность в соответствии с законом Гудхарта. При обучении рецензенты предпочитали более длинные ответы, независимо от фактического понимания или фактического содержания. Данные у ChatGPT могут страдать от алгоритмической предвзятости; ответы, включающие расплывчатые описания людей, таких как генеральный директор, могут генерировать ответ, предполагающий, что такой человек, например, является белым мужчиной. ChatGPT может быть использован для написания кода или создания плагинов, но код должен быть совместим с GPL.

## История развития
Изначально сервис не имел возможности получения актуальной информации. Однако с марта 2023 года ChatGPT начал давать пользователям доступ в интернет, предоставив плагины в версии ChatGPT Plus. В октябре 2024 года была представлена бета-версия SearchGPT — интегрированной в чат-бот функции для поиска в интернете. Инструмент изначально был доступен только платным пользователям. Однако 16 декабря 2024 года использование поисковика стало доступно всем.
28 августа 2023 года OpenAI представила корпоративную модель чат-бота ChatGPT Enterprise с продвинутыми возможностями защиты данных и неограниченным доступом к GPT-4.
25 сентября 2023 года в ChatGPT ввели функции распознавания и генерации голоса, а также распознавания изображений. Кроме того, сервис получил возможность поиска информации в Интернете с прямыми ссылками на источники и перестал ограничиваться данными до сентября 2021 года.
В мае 2024 года OpenAI продемонстрировала гиперреалистичного голосового помощника Advanced Voice Mode. Летом она начала предоставлять доступ к инструменту ограниченному числу платных пользователей. Осенью сервис стал доступен владельцам подписок Plus, Enterprise, Teams или Edu сначала в мобильном приложении, а потом и в веб-версии. Голосовой интерфейс реализован на основе аудиовозможностей модели GPT-4o. Он предоставляет функционал естественного общения с пользователем в режиме реального времени, реагируя на невербальные сигналы и передавая эмоции.
3 октября 2024 года OpenAI представила новый интерфейс для взаимодействия с чат-ботом — «холст» («ChatGPT 4o with canvas»). Продукт позволяет открывать рядом с обычным окном чата отдельное окно для письма и программирования.
В ноябре 2024 года OpenAI выкупила домен chatgpt.com.
В феврале 2025 года была анонсирована функция Deep research, позволяющая проводить полноценные исследования, анализируя и обобщая информацию из различных источников в интернете. Также в феврале 2025 компания OpenAI открыла для всех доступ к ИИ-поиску: теперь искать при помощи ChatGPT можно без заведения учётной записи OpenAI (в этом случае не будет сохраняться история поиска).
В мае 2025 года в ChatGPT Pro появился ИИ-агент Codex, предназначенный для автоматизации программирования.

## Реакция

### Положительная
ChatGPT был встречен в целом положительными отзывами. Саманта Лок из The Guardian отметила, что он смог сгенерировать впечатляюще подробный и похожий на человеческий текст. Технический писатель Дэн Гиллмор использовал ChatGPT в студенческом задании и обнаружил, что сгенерированный им текст соответствует тому, что мог бы предоставить хороший студент, и высказал мнение, что «перед академическими кругами стоят некоторые очень серьёзные проблемы». Алекс Кантровиц из Slate одобрил ответ ChatGPT на вопросы, связанные с нацистской Германией, включая утверждение о том, что Адольф Гитлер строил автомагистрали в Германии, которое было дополнено информацией об использовании в нацистской Германией принудительного труда. В авторской колонке экономист Пол Кругман написал, что ChatGPT повлияет на спрос работников умственного труда. Джеймс Винсент из The Verge расценил вирусный успех ChatGPT как свидетельство того, что искусственный интеллект стал мейнстримом. В The Atlantic Стивен Марке отметил, что влияние на академические круги и особенно на прикладные эссе ещё предстоит понять. Учитель средней школы Калифорнии и писатель Дэниел Герман написал, что ChatGPT ознаменует конец английского языка в средней школе.
На популярность нейросети OpenAI отреагировали крупнейшие технологические корпорации:
Google объявили о начале тестирования своего чат-бота Bard;
Microsoft встроила ChatGPT в строку поиска Bing.

### Критика
Фактическая точность ChatGPT, помимо прочего, была поставлена под сомнение. Майк Перл из Mashable задал ChatGPT множество вопросов. В одном примере он попросил назвать самую большую после Мексики страну в Центральной Америке. ChatGPT ответил, что это Гватемала, хотя правильный ответ — Никарагуа. В декабре 2022 года веб-сайт вопросов и ответов Stack Overflow запретил использование ChatGPT для генерации ответов на вопросы, сославшись на фактически неоднозначный характер ответов ChatGPT. Адвокат Стивен Шварц попал под суд из-за того, что использовал в деле реально не существующие прецеденты, которые выдал ему ChatGPT. Экономист Тайлер Коуэн выразил обеспокоенность по поводу его влияния на демократию, сославшись на способность любого человека писать автоматические комментарии в попытке повлиять на процесс принятия новых нормативных актов. Акс Шарма из Bleeping Computer отметил, что ChatGPT способен писать вредоносные программы и фишинговые электронные письма.
Из-за опасений по поводу плохого влияния на образование, а также опасений по поводу безопасности и точности генерируемых системой ответов доступ к ChatGPT ограничен в сетях и на устройствах государственных школ Нью-Йорка.
Крупнейшим ИТ-компаниям Китая, несмотря на официальный запрет, было предписано не использовать ChatGPT в своих продуктах. Государственная China Daily сообщила, что чат-бот может способствовать распространению информации в геополитических интересах США.
Из-за несоблюдения правил конфиденциальности данных ChatGPT был заблокирован в Италии. Запрет объяснили утечкой данных пользователей 20 марта 2023 года. Кроме того, касательно положения о конфиденциальности чата было отмечено отсутствие в нём информации о сведениях, собираемых OpenAI, и правовых основаниях на сбор и хранение данных для обучения ИИ. Также компанию обвинили в том, что она не проверяет возраст пользователей.
Летом 2023 года после обновления чат-бота пользователи начали жаловаться, что нейросеть «поглупела». Учёные Стенфордского университета и Калифорнийского университета в Беркли провели на эту тему исследование. Согласно выводам специалистов, ChatGPT-4 действительно стал хуже справляться с математическими задачами (84 % верно решённых в марте против 53 % в июне), а также снизил количество (98 % в марте против 23 % в июле) и качество ответов на вопросы. Эта ситуация получила объяснение феноменом «дрейф», когда при попытке улучшить одну часть системы ухудшается работа других.

## В России
Компания OpenAI блокирует доступ к своим сервисам для пользователей из России. Однако использование подходящих VPN и сервисов по аренде телефонных номеров, принадлежащих по телефонному коду другим странам, позволяет получить доступ к сервису. Также доступ к ChatGPT в России можно получить с помощью Telegram-ботов, расширения браузера и серверов Discord, выступающих в качестве посредников между чат-ботом и пользователем.
Согласно исследованию сервиса «Анкетолог», 10 % жителей России уже пользовались ChatGPT, а 53 % хотели бы им воспользоваться. По опросу портала Hi-Tech Mail.ru, среди собственной аудитории чат-бот оказался самой популярной нейросетью.
В 2023 году студент московского университета защитил дипломную работу, написанную ChatGPT, что привело к дискуссии о роли нейросетей в системе образования. Согласно позиции Минобрнауки, изложенной замдиректором Департамента координации деятельности образовательных организаций в ответе на обращение, использование созданного нейросетью текста допустимо в объёмах, не превышающих максимально возможный уровень заимствований (цитирований), определяемый внутренними нормативно-правовыми документами образовательного учреждения.

## На финансовых рынках
Цена акций компании C3.ai выросла на 28 % после объявления об интеграции ChatGPT в свой инструментарий. Цена акций BuzzFeed, цифровой медиакомпании, не связанной с ИИ, выросла на 120 % после объявления о внедрении технологии OpenAI для создания контента.
Reuters обнаружил, что цены на акции компаний, связанных с ИИ, BigBear.ai и SoundHound AI, выросли на 21 % и 40 %, соответственно, хотя они не имели прямой связи с ChatGPT. Они приписывают этот всплеск роли ChatGPT в превращении AI в шумиху на Уолл-стрит.
Академическое исследование, опубликованное в Finance Research Letters, показало, что «эффект ChatGPT» побудил розничных инвесторов поднять цены на связанные с ИИ криптовалютные активы, несмотря на то, что более широкий криптовалютный рынок находился в медвежьем состоянии и несмотря на сниженный интерес институциональных инвесторов. Это подтверждает отдельные сведения Bloomberg о том, что в ответ на запуск ChatGPT криптовалютные инвесторы отдали предпочтение криптоактивам, связанным с искусственным интеллектом.
Эксперимент finder.com показал, что ChatGPT может превзойти популярных управляющих фондами, выбирая акции на основе таких критериев, как история роста и уровень долга, в результате чего гипотетический счёт из 38 акций вырос на 4,9 %, превзойдя 10 эталонных инвестиционных фондов со средним убытком 0,8 %.

## Запрет
ChatGPT недоступен в ряде стран по различным причинам, включая государственные ограничения и политику компании-разработчика OpenAI. Среди них: Китай, Россия, Беларусь, Афганистан, Венесуэла, Иран, Северная Корея, Сирия и другие страны. Также ранее сервис не был доступен для жителей Украины.
В конце марта 2023 года Италия решила заблокировать ChatGPT, поскольку считает, что платформа не соблюдает закон о защите данных потребителей и незаконно собирает данные пользователей. Запрет будет отменён, когда будет доказано, что он соответствует нормам конфиденциальности Италии. Итальянский гарант защиты данных начал расследование для определения, было ли нарушение, утверждая также, что информация от ChatGPT «не всегда соответствует реальным данным». Также выражена обеспокоенность отсутствием фильтров для проверки возраста пользователей, так как услуга предназначена для лиц старше 13 лет. Аналогично, в январе 2023 года службы Нью-Йорка запретили доступ к ChatGPT на компьютерах государственных школ из-за опасений по поводу безопасности и точности содержания.
28 апреля 2023 года Италия снова разрешила доступ к ChatGPT.

## Сохранение результатов запросов в ChatGPT
В ChatGPT можно сохранять результаты запросов различными способами, в зависимости от используемой платформы и настроек.

### Автоматическое сохранение истории
В веб-версии и мобильном приложении ChatGPT история запросов может сохраняться автоматически, если эта функция включена в настройках. Однако в режиме инкогнито или при отключённом сохранении чатов данные могут не сохраняться.

### Способы сохранения ответов
- Копирование текста — можно вручную скопировать ответ и вставить его в текстовый редактор (например, Блокнот, Microsoft Word, Google Docs).
- Создание скриншота — подходит для сохранения информации в неизменном виде.
- Использование облачных сервисов — ответы можно сохранять в заметках (Google Keep, Notion), отправлять себе на электронную почту или в мессенджеры.
- Функции ChatGPT — в некоторых версиях доступен просмотр истории запросов и возврат к предыдущим диалогам.